# Sindrome di Benedikt
La sindrome di Benedikt si riferisce ad un danno al tegmento del mesencefalo.

## Presentazione clinica
È caratterizzata da paralisi del III nervo cranico omolaterale, emiparesi ed emiatassia (emitremore) controlaterale.
Questi sintomi rendono conto del danno subito dal nucleo del III nervo cranico omolaterale, che è il nucleo di partenza delle fibre dirette ai muscoli oculomotori omolaterali e al nucleo rosso, nucleo situato nella calotta del mesencefalo (tegmen) che presiede al controllo dei movimenti a mezzo di un sistema di fibre extrapiramidali (controllo della postura ed esecuzione dei movimenti).